# Olszewnik
Olszewnik (deutsch Elsau) ist ein Ort in der polnischen Woiwodschaft Ermland-Masuren. Er gehört zur Gmina Jeziorany (Stadt-und-Land-Gemeinde Seeburg) im Powiat Olsztyński (Kreis Allenstein).

## Geographische Lage
Olszewnik liegt am Nordufer des Jezioro Ławki (deutsch Elsauer See) in der nördlichen Mitte der Woiwodschaft Ermland-Masuren, 25 Kilometer südwestlich der früheren Kreisstadt Rößel (polnisch Reszel) bzw. 29 Kilometer nordöstlich der heutigen Kreismetropole und auch Woiwodschaftshauptstadt Olsztyn (deutsch Allenstein).

## Geschichte

### Ortsgeschichte
1321 war das Gründungsjahr von Ulsen, das nach 1321 Olsen und vor 1785 Els genannt wurde. Es handelte sich um ein weit gestreut liegendes Dorf. Im Jahre 1785 wurde Els als königliches Bauerndorf mit 29 Feuerstellen erwähnt, im Jahre 1820 ebenso mit 33 Feuerstellen bei 169 Einwohnern.
Am 9. Juli 1874 wurde Elsau Amtsdorf und damit namensgebend für einen Amtsbezirk im Kreis Rößel, Regierungsbezirk Königsberg (ab 1905: Regierungsbezirk Allenstein) in der preußischen Provinz Ostpreußen. Er bestand bis 1945.
286 Einwohner waren 1885 in Elsau registriert, 1910 waren es 314. Ihre Zahl stieg bis 1933 auf 253 und belief sich 1939 auf ebenfalls 253.
Mit dem gesamten südlichen Ostpreußen wurde Elsau 1945 in Kriegsfolge an Polen abgetreten. Das Dorf erhielt die polnische Namensform „Olszewnik“ und ist heute Teil der Stadt-und-Land-Gemeinde Jeziorany (Seeburg) im Powiat Olsztyński (Kreis Allenstein). von 1975 bis 1998 der Woiwodschaft Olsztyn, seither der Woiwodschaft Ermland-Masuren zugehörig. Im Jahr 2022 zählte Olszewnik 140 Einwohner.

### Amtsbezirk Elsau (1874–1945)
Der Amtsbezirk Elsau bildete sich 1874 aus fünf Kommunen, die alle bis 1945 eingegliedert waren:
| Deutscher Name             | Polnischer Name |
| -------------------------- | --------------- |
| Bürgerdorf                 | Miejska Wieś    |
| Elsau                      | Olszewnik       |
| Lokau                      | Tłokowo         |
| Pissau 1910–1945 Waldensee | Piszewo         |
| Scharnigk                  | Żardeniki       |

## Kirche
Bis 1945 war Elsau in die evangelische Kirche Seeburg (Ostpreußen) in der Kirchenprovinz Ostpreußen der Kirche der Altpreußischen Union, außerdem in die römisch-katholische St.-Bartholomäus-Kirche Seeburg im damaligen Bistum Ermland eingepfarrt.
Der Bezug zur römisch-katholischen Bartholomäus-Kirche besteht für Olszewnik auch heute. Sie ist jedoch nun dem Erzbistum Ermland zugeordnet. Die evangelischen Einwohner Olszewniks gehören jetzt zur Christus-Erlöser-Kirche Olsztyn (Allenstein) in der Diözese Masuren der Evangelisch-Augsburgischen Kirche in Polen.

## Verkehr
Olszewnik liegt an der verkehrsreichen Woiwodschaftsstraße 593, die die Städte Reszel (Rößel), Jeziorany (Seeburg), Dobre Miasto (Guttstadt) und Miłakowo (Liebstadt) miteinander verbindet. Eine Bahnanbindung besteht nicht.